# Warren Moon
Harold Warren Moon (Los Angeles, 18 novembre 1956) è un ex giocatore di football americano statunitense che ha giocato nel ruolo di quarterback nella Canadian Football League con gli Edmonton Eskimos e nella National Football League con Houston Oilers, Minnesota Vikings, Seattle Seahawks e Kansas City Chiefs. Attualmente svolge il ruolo di telecronista per i Seattle Seahawks. È stato inserito nella Pro Football Hall of Fame nel 2006.
Moon deteneva il record di yard passate nel football professionistico (nella carriera tra CFL e NFL) fino a che fu sorpassato da Damon Allen il 4 settembre 2006 e quelli del maggior numero di touchdown passati, passaggi tentati e completati fino a che non fu superato da Brett Favre in tutte le tre categorie tra il 2007 e il 2008.

## Carriera

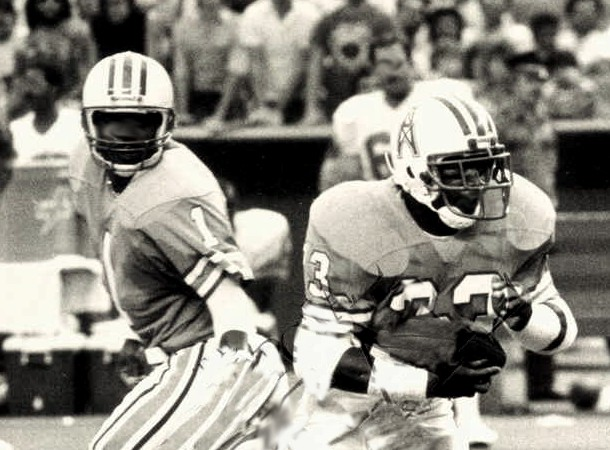
Moon (sinistra) e Mike Rozier nel 1987

Moon ha giocato a livello universitario con i Washington Huskies, che ha condotto alla vittoria del Rose Bowl nel 1978 contro Michigan per 27-20, partita al cui termine è stato votato come miglior giocatore (MVP).
Concluso il ciclo universitario, intraprende la carriera professionistica con gli Edmonton Eskimos nella Canadian Football League, aggiudicandosi con la sua squadra 5 Grey Cup consecutivi nei sei anni di permanenza in Canada, lanciato per 21.228 yard e 144 touchdown.
Nel 1984 approda nella NFL dove in 10 stagioni a Houston, 3 a Minnesota, 2 a Seattle e 2 a Kansas City. Al momento del ritiro era quarto assoluto per numero di yard passate con oltre 49.000 (391 touchdown), secondo assoluto per maggior numero di passaggi completati in una stagione (404 nel 1991) e secondo per maggior numero di yard conquistate su passaggio in una partita (527, raggiunto il 16 dicembre 1990). Ottenne sette qualificazioni consecutive ai play-off con gli Houston Oilers (1987-1993), 9 convocazioni al Pro Bowl di cui 8 consecutive (1988-1995), all'epoca un record per un quarterback e 4 stagioni con oltre 4.000 yard conquistate (secondo solo a Dan Marino ai tempi).

## Palmarès

### Franchigia
- Grey Cup: 5

Edmonton Eskimos: 1978-1982

### Individuale
- Convocazioni al Pro Bowl: 9

1988, 1989, 1990, 1991, 1992, 1993, 1994, 1995, 1997
- All-Pro: 3

1988, 1989, 1990
- NEA NFL MVP: 1

1990
- Miglior giocatore offensivo dell'anno della NFL: 1

1990
- MVP del Pro Bowl: 1

1997
- Leader della NFL in passaggi da touchdown: 1

1990
- MVP della CFL: 1

1983
- PFWA All-Rookie Team - 1984
- Club delle 500 yard passate in una singola gara
- Numero 1 ritirato dai Tennessee Titans
- Pro Football Hall of Fame (classe del 2006)

## Statistiche
| Anno           | Squadra            | G   | Passaggi Ten.-Comp. | Yard   | %     | TD  | Int. | Sack-Persi | Rating |
| -------------- | ------------------ | --- | ------------------- | ------ | ----- | --- | ---- | ---------- | ------ |
| 1984           | Houston Oilers     | 16  | 450–259             | 3,338  | 0.576 | 12  | 14   | 47–371     | 76.9   |
| 1985           | Houston Oilers     | 14  | 377–200             | 2,709  | 0.531 | 15  | 19   | 46–366     | 68.5   |
| 1986           | Houston Oilers     | 15  | 488–256             | 3,489  | 0.525 | 13  | 26   | 41–332     | 62.3   |
| 1987           | Houston Oilers     | 12  | 368–184             | 2,806  | 0.500 | 21  | 18   | 25–198     | 74.2   |
| 1988           | Houston Oilers     | 11  | 294–160             | 2,327  | 0.544 | 17  | 8    | 12–120     | 88.4   |
| 1989           | Houston Oilers     | 16  | 464–280             | 3,631  | 0.603 | 23  | 14   | 35–267     | 88.9   |
| 1990           | Houston Oilers     | 15  | 584–362             | 4,689  | 0.620 | 33  | 13   | 36–252     | 96.8   |
| 1991           | Houston Oilers     | 16  | 655–404             | 4,690  | 0.617 | 23  | 21   | 23–174     | 81.7   |
| 1992           | Houston Oilers     | 11  | 346–224             | 2,521  | 0.647 | 18  | 12   | 16–105     | 89.3   |
| 1993           | Houston Oilers     | 15  | 520–303             | 3,485  | 0.583 | 21  | 21   | 34–218     | 75.2   |
| 1994           | Minnesota Vikings  | 15  | 601–371             | 4,264  | 0.617 | 18  | 19   | 29–235     | 79.9   |
| 1995           | Minnesota Vikings  | 16  | 606–377             | 4,228  | 0.622 | 33  | 14   | 38–277     | 91.5   |
| 1996           | Minnesota Vikings  | 8   | 247–134             | 1,610  | 0.543 | 7   | 9    | 19–122     | 68.7   |
| 1997           | Seattle Seahawks   | 15  | 528–313             | 3,678  | 0.593 | 25  | 16   | 30–192     | 83.7   |
| 1998           | Seattle Seahawks   | 10  | 258–145             | 1,632  | 0.562 | 11  | 8    | 22–140     | 76.6   |
| 1999           | Kansas City Chiefs | 1   | 3–1                 | 20     | 0.333 | 0   | 0    | 0–0        | 57.6   |
| 2000           | Kansas City Chiefs | 2   | 34–15               | 208    | 0.441 | 1   | 1    | 5–46       | 61.9   |
| Totale         | Totale             | 208 | 6,823–3,988         | 49,325 | 0.584 | 291 | 233  | 458–3,415  | 80.9   |
| Totale playoff | Totale playoff     | 10  | 403–259             | 2,834  | 0.643 | 17  | 14   | n/a-n/a    | 85.8   |